# 博特維尼夫卡
48°57′16″N 30°1′34″E / 48.95444°N 30.02611°E
博特維尼夫卡（烏克蘭語：Ботвинівка）是位於烏克蘭中部的村莊，由切爾卡瑟州烏曼區的赫里斯蒂尼夫卡市鎮負責管轄。該村始建於十七世紀，面積17平方公里，海拔高度212米，2008年人口233，人口密度每平方公里13.7人。